# Beretta 1918
Le mousqueton automatique Beretta 1918 est le premier pistolet mitrailleur Beretta. Il employait un chargeur cintré introduit par le dessus, la crosse et la baïonnette du Carcano. Construit selon les plans de Tulio Marengoni, il ne tirait qu'en semi-automatique malgré son nom.

## Fiche technique
- Munition : 9 mm Glisenti
- Cadence de tir : 900 coups par minute
- Capacité du chargeur : 25 cartouches
- Masse à vide : 3,17 kg
- Longueur : 860 mm
- Longueur du canon : 220 mm

## Diffusion
En Italie, son principal utilisateur militaire fut le corps des Arditi. Son manque de fiabilité l'a transformé en mousqueton semi-automatique pour équiper les gardes forestiers italiens à la fin des années 1920 sous la forme du Beretta M18/30.
Ce MAB 18/30 fut aussi règlementaire en Argentine où il fut fabriqué sous licence comme Hafdasa C1[réf. nécessaire].

### Sources bibliographiques
Cette notice est issue de la lecture des revues spécialisées de langue française suivantes :
- M. Malberbe, Les Pistolets-mitrailleurs européens, ELT, 1985
- R.L. Wilson, « L'univers de Beretta. Une légende internationale », Editions Proxima, 2001 (traduction française d'un livre US publié en 2000).